# Ekkhard
Ekkhard, OSB (zm. 8 sierpnia 1023 r. w Pradze), znany także jako: Ekhard; Helicardus – niemiecki mnich, biskup praski od 1017 r.

## Życiorys
Ekkhard należał do krewnych cesarza Henryka II Świętego. W młodości wstąpił do zakonu benedyktynów i osiadł w klasztorze w Břevnovie. Później został wybrany opatem klasztoru w Naumburg (Saale). W podeszłym wieku otrzymał godność dziekana kapituły praskiej.
Po śmierci biskupa praskiego Thiddaga Ekkehard został wybrany jego następcą, mimo że książę Odrzych chciał powołac na to stanowisko swojego kapelana Pribislava. Po otrzymaniu inwestytury od cesarza, został 8 października 1017 r. konsekrowany na biskupa przez metropolitę mogunckiego Erkanbalda.
W trakcie swoich rządów przeprowadził regularne synody diecezjalne, które pozwoliły mu wywierać wpływ na duchowieństwo i przez to na wiernych. Ustaliły one, iż księża działający na terenie jego biskupstwa mieli dwa razy w ciągu roku składać mu sprawozdanie ze swojej działalności.